# Orfresina de Montcada i de Ribelles
Orfresina de Montcada i de Ribelles   ( - 1483), també anomenada Ofresina, Jofredina o Eufrosina, va ser una noble de la casa de Montcada, senyora de la baronia d'Aitona.
Va ser filla de Guillem Ramon de Montcada i de Luna, senyor de la baronia d'Aitona, i de Margarida de Ribelles. Va casar-se amb el seu cosí Mateu Florimon de Montcada el 1443, senyor de Vilamarxant i que va esdevenir senyor de la baronia d'Aitona mercès del matrimoni amb Orfresina. Es va acordar que Mateu fos nomenament hereu universal a canvi de casar-se, de manera que l'herència no sortís fora de la família. Això va comportar un conflicte amb Llorenç de Montcada, fill il·legítim del seu parem que va iniciar un litigi, i a la pràctica un conflicte intern i, de retruc, una bandositat entre el matrimoni d'Orfresina i Mateu i Llorenç, que va suposar l'ocupació de localitats, assassinats i la coacció a les autoritats de Lleida mitjançant l'atac al comerç regional. Va accedir amb el seu marit al control de les baronies vinculades a la branca del casal de Montcada d'Aitona vers 1453, moment en què els vassalls els van retre fidelitat. Juntament amb el seu marit, va ordenar fer inventari de totes les rendes de les seves baronies a efectes fiscals. Va morir el 1483 sense descendència. Després de la seva mort i la del seu marit el 1485 sense fills, la baronia d'Aitona va recaure en la branca dels Montcada de Xiva.